# Massacre de Manila

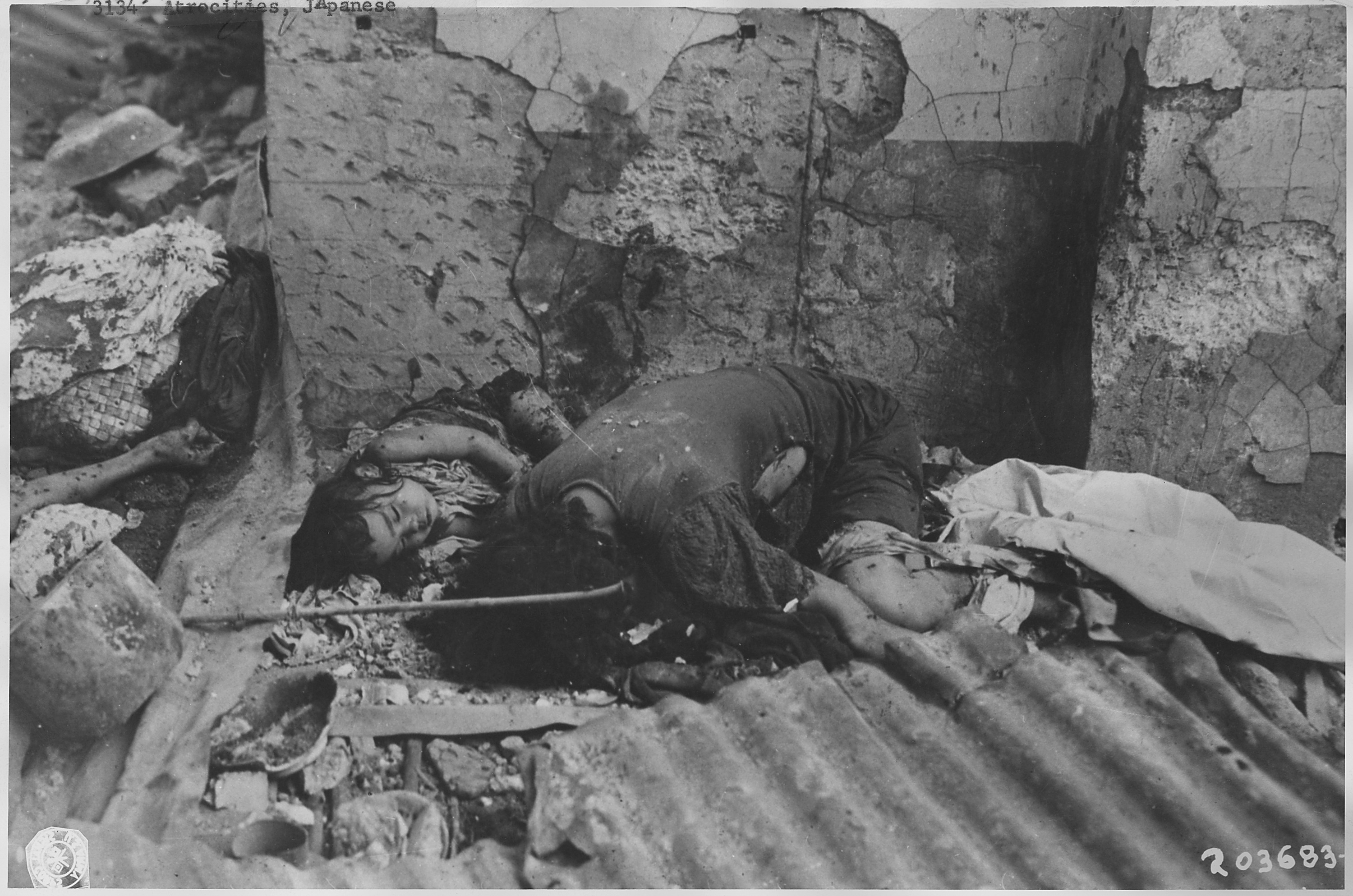
Foto de uma mulher filipina e seu filho, mortos por soldados do exército imperial japonês. Estima-se que mais de 100 mil civis foram mortos no massacre.

Massacre de Manila foi um conjunto de atrocidades cometidas contra a população civil da capital das Filipinas em fevereiro de 1945 por soldados japoneses, durante os combates contra as tropas norte-americanas pela posse da cidade, nos últimos meses da Segunda Guerra Mundial.
Fontes históricas e militares estimam que entre 100 000 e 500 000 filipinos tenham sido assassinados pela guarnição japonesa antes dela se render aos invasores americanos e foi o pior massacre da reconquista das Filipinas. Manila foi chamada de Varsóvia da Ásia, tendo sido a mais devastada cidade asiática de toda a II Guerra Mundial.
Este foi um dos diversos crimes de guerra cometidos pelo exército japonês, que no período entre a invasão da Manchúria (1931) e sua rendição na II Guerra Mundial (1945) estima-se tenha assassinado cerca de sete millhões de civis chineses, filipinos, malaios, coreanos, birmaneses, indochineses, indonésios, ilhéus do Pacífico e militares Aliados prisioneiros de guerra.